# Marcelo Trivisonno
Marcelo Trivisonno (ur. 8 czerwca 1966 w Rosario) – argentyński piłkarz występujący na pozycji obrońcy.

## Kariera klubowa
W latach 1987–1992 był piłkarzem CA Rosario Central, dla którego rozegrał 109 meczów ligowych. W 1992 roku został piłkarzem Mitsubishi Motors (Urawa Red Diamonds). W 1992 roku grał w J.League Cup, a w 1993 roku rozegrał 26 spotkań w J.League, debiutując 16 maja w przegranym 0:1 meczu z Gambą Osaka. W 1994 roku wrócił do Argentyny, wiążąc się umową z CA Douglas Haig, i był zawodnikiem tego klubu do końca 1996 roku. Następnie grał w CA San Martín San Juan, Atlético Tucumán i Club Olimpo. Pod koniec 1999 roku zakończył karierę zawodniczą. Następnie był trenerem piłkarskim, prowadził między innymi CA Aprendices Casildenses, CA Argentino de Fuentes, Puerto San Martín Fútbol i CA Huracán de Chabás.

## Statystyki ligowe
| Sezon     | Klub               | Liga             | Mecze | Gole |
| --------- | ------------------ | ---------------- | ----- | ---- |
| 1987/1988 | CA Rosario Central | Primera División | 7     | 0    |
| 1988/1989 | CA Rosario Central | Primera División | 6     | 0    |
| 1989/1990 | CA Rosario Central | Primera División | 36    | 0    |
| 1990/1991 | CA Rosario Central | Primera División | 30    | 2    |
| 1991/1992 | CA Rosario Central | Primera División | 28    | 0    |
| 1993      | Urawa Red Diamonds | J.League         | 26    | 0    |